# Joeropsis caboverdensis
Joeropsis caboverdensis är en kräftdjursart som beskrevs av Mueller1988. Joeropsis caboverdensis ingår i släktet Joeropsis och familjen Joeropsididae. Inga underarter finns listade i Catalogue of Life.